# Polina Kuznetsova
Polina Viktorovna Kuznetsova, de soltera Vyakhireva (Shopokov,  Kirguistán, 10 de julio de 1987) es una jugadora de balonmano rusa. Ha conseguido dos medallas olímpicas. Es hermana de la también jugadora de balonmano  Anna Vyakhireva. 